# Heracles (zoon van Alexander)
Heracles van Macedonië (ca. 327 v.Chr. – 309 v.Chr.) was de onwettige zoon van Alexander de Grote en Barsine, de dochter van de Satraap Artabazus van Frygië. Hij was de eerste zoon van Alexander, en werd genoemd naar de Griekse halfgod Heracles, de held waar de familie vanaf zou stammen.
Bij zijn geboorte was er nauwelijks kans dat Heracles zijn vader zou opvolgen. Zijn vader was nog maar 29 jaar oud en huwde niet veel later met prinses Roxane van Bactrië. Er was weinig twijfel dat er een wettelijke troonopvolger zou komen. En inderdaad, toen Alexander stierf in 323 v.Chr., op 33-jarige leeftijd, baarde Roxane een wettelijke zoon, Alexander IV. Kort na de geboorte van Alexander IV verlieten Heracles en zijn moeder het hof, zodat ze niet in de twisten tussen de generaals van Alexander kwamen te zitten.
Na de dood van zijn grote vader belegde de vizier Perdikkas een legervergadering over de opvolging. Admiraal Nearchos, zelf getrouwd met een dochter van Barsine, wierp op dat men rekening moest houden met de belangen van Heracles. Deze doorzichtige manoeuvre werd onthaald op luide afkeuring en schildgeklop, waarna Nearchos zijn ambities mocht opbergen.
Heracles leefde in betrekkelijke rust in Pergamum, tot zijn halfbroer vermoord werd door Cassander in 311 v.Chr.. Na dit voorval trachtte Polyperchon, een regent van Macedonië, om Heracles op de troon te plaatsen als enige overblijvende rechtmatige opvolger van Alexander. Polyperchon slaagde erin om een leger van 20.000 infanteristen en 1.000 cavaleristen op te bouwen, en trok op naar Cassander. In plaats van te vechten, onderhandelde Cassander met Polyperchon. Hij bood aan om Polyperchon een eigen leger te schenken, en om gouverneur te worden van de Peloponnesos. Hij slaagde erin Polyperchon om te kopen met goud en een positie, waarop Heracles en zijn moeder vermoord werden door Polyperchon. Heracles was slechts 18 jaar toen hij stierf op het einde van 309 v.Chr.
In 2008 en 2009 werden nieuwe graven ontdekt in de Archeologische site van Aigai, niet onder de grafheuvel zoals de andere koningsgraven, maar onder de agora. De sporen wijzen in de richting van Heracles en zijn moeder, Barsine.

## Voetnoten
1. ↑  Uit Geschiedenis van Griekenland, K. Vandorpe, 2006, Leuven.